# Тупамбе
Тупамбе (исп. Tupambaé) — населённый пункт на северо-востоке Уругвая, в юго-западной части департамента Серро-Ларго.

## География
Расположен на границе с департаментом Трейнта-и-Трес, примерно в 86 км к юго-западу от административного центра департамента, города Мело. В 21 км к юго-западу от Тупамбе по автомобильной дороге № 7 располагается город Санта-Клара-де-Олимар. Железная дорога Монтевидео-Мело проходит через южную оконечность населённого пункта.

## История
Получил статус села (Pueblo) 19 августа 1926 года.

## Население
Население по данным на 2011 год составляет 1122 человека.
| Год  | Население |
| ---- | --------- |
| 1963 | 1073      |
| 1975 | 1125      |
| 1985 | 1035      |
| 1996 | 974       |
| 2004 | 1169      |
| 2011 | 1122      |

Источник: Instituto Nacional de Estadística de Uruguay